# アラプハ

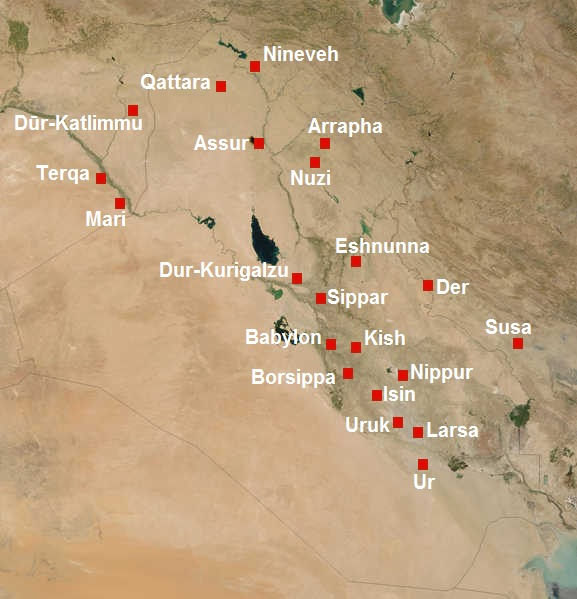
紀元前第二千年紀におけるアラプハおよびメソポタミア諸都市

アラプハ（英：Arrapha/Arrapkha アッカド語: Arrapḫa; アラビア語: أررابخا ,عرفة）はイラク北東部に位置する古代都市。アッシュルの東およそ100kmに位置した。グティ人、フルリ人などに支配された時期もあったが、前2025～前615年においては概ねアッシリアの支配下にあった。その後、アケメネス朝ペルシア、マケドニア、セレウコス朝と次々と支配者が変わり、最終的にはキルクークとなった。

## 歴史
アラプハが最初に文字記録に現れるのは、ウル第三王朝（紀元前22世紀から21世紀頃）である。古代アラプハは都市名であるとともに地域名または国名でもあり、アッカド帝国（紀元前2335年から紀元前2154年）のナラム・シン王の時代（紀元前2254年頃から紀元前2218年）にはアラプハ全土はスバルトゥに属していた。
その後、この都市は紀元前2150年頃にグティ人に占領された。アラプハは短命だったグティ王国の首都だった。だが紀元前2090年頃にウル第3王朝によって王国が滅ぼされ、グティ人はメソポタミアから追われたことでそれは終わった。
アラプハは古アッシリアの一部となる(紀元前2025年頃–紀元前1750年)。バビロニア王国がハンムラビ王の時代に短期間アッシリアを服属させたが、その後の衰退によって、市は再びアッシリアの一部となった（紀元前1725年頃）。
このように、アラプハの支配者はウル第3王朝、古アッシリア、バビロニアと変わっていき、紀元前18世紀には、この都市はアッシリア人にとってもバビロニア人にとっても重要な交易の中心地となった。しかし、紀元前15世紀から紀元前14世紀初頭にかけては、主にフルリ人（フリ人）の都市となり、小王国アラプハの首都となった。この王国は、同じくフルリ人が主体となっていたミタンニ帝国の一部であり、その勢力圏のほぼ南東端に位置していた。その後、フルリ-ミタンニ帝国はアッシリアの反撃を受けて敗れ、この都市も中アッシリア帝国時代（紀元前1365年–紀元前1050年）にアッシリアに完全に組み込まれた。
この都市はアッシリアの一部として紀元前11世紀から10世紀にかけて非常に有名になった。紀元前615年、バビロニアで起きた反乱への対処にアッシリアが忙殺されている隙に、メディア王キュアクサレス2世はアッシリアに侵攻し、アラプハを占領して帝都ニネヴェに向かった。その後アラプハはアケメネス朝ペルシア支配下のアスラー州（アケメネス朝支配下のアッシリア）の一部となった。
紀元前4世紀、アラプハはマケドニア帝国の手に落ち、後にセレウコス朝シリア（セレウコス朝）の一部となった（シリアとはアッシリアの語頭音消失とされる）)。ヘレニズム時代、アラプハは再設立された居住地の名前である、シリア語のKarkaと呼ばれた(ܟܪܟܐ).。
紀元前2世紀中期から紀元3世紀中期まで、パルティア帝国と初期のサーサーン朝の時代、この地は、ローマ帝国のアッシュリア属州（116年から118年）になった時期を除けば、ベスガルマイと呼ばれるアッシリア人の小王国の首都だった。サーサーン朝は紀元3世紀中期から後期にかけて乱立したアッシリア系の諸国を征服していき、アラプハは（アッシリアとバビロニアをまとめた）サーサーン朝の行政区画アスーレスターンの一部となった。7世紀半ばのアラブイスラームの拡大によってアスーレスターンは崩壊し、アラプハ（あるいはKarka）は最終的にキルクーク（Kirkuk）となった。なお、1948年にイラク国営石油会社ノース・オイル・カンパニーが従業員居住用に造成した住宅地区(北緯35度29分18秒 東経44度22分22秒 / 北緯35.48833度 東経44.37278度)もアラプハと命名された。

## 考古学的調査について
アラプハは現在のキルクークの地下に存在する為、発掘されていない。
発掘されていないのに場所がキルクークだと特定されているのは考古学的研究の結果である。同時代の記録の解読と現実の地形の比較などから位置が絞り込まれ、最終的に1926年にイギリスのC・J・ガッドが、キルクークの丘（キルクーク城塞）から発見された粘土板にあるアラプハの名前を見出したことで、特定に成功した 。
また、キルクーク近郊に位置するヌジ遺跡の発掘で出土したヌジ文書などから、当時のアラプハの経済活動の活発さを知ることができる。

## 支配者について
これまでの所、年代が特定された者はいない。
- Kipi-Teššup
- Itḫi-Teššup (Itḫiaは省略形）Kipi-Teššupの息子。紀元前1420年頃に在位か？[16]
- Itḫi-Tilla
- Mušteja
- Šar-Teššup

おそらく存在した王
- Tarmi-Teššup
- Aršali

### アッシリアの総督
新アッシリアの記録でリンムとして記載されているアラプハ総督は以下の6人。これは帝都カルフ総督と同数（ニネヴェ総督は5人）で、このことからもアラプハの重要性が窺われる。
- 811/810年：Šamaš-kumua
- 802/801年：Aššur-balti-ekurri
- 769/768年：Bêl-ilaya
- 745/744年：Nabû-bela-usur
- 735/734年：Aššur-šallimanni
- 714/713年：Ištar-duri